# Neuroterus albipes
Neuroterus albipes är en stekelart som först beskrevs av Schenck 1863.  Neuroterus albipes ingår i släktet Neuroterus, och familjen gallsteklar. Enligt den finländska rödlistan är arten nära hotad i Finland. Arten är reproducerande i Sverige. Artens livsmiljö är lundskogar.

## Bildgalleri

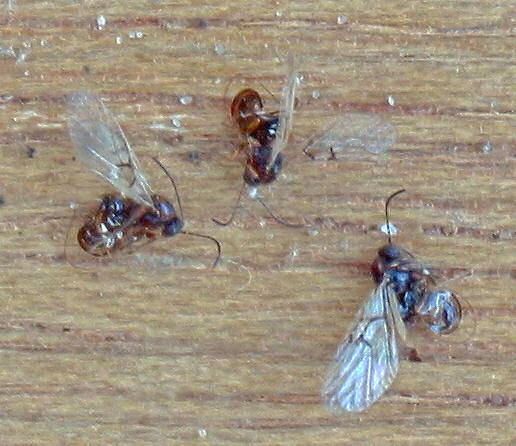